# Margaret Bailes
Margaret Bailes (* 23. Januar 1951 in New York City) ist eine ehemalige US-amerikanische Leichtathletin und Olympiasiegerin.
Im Alter von 16 Jahren belegte die für den Oregon Track Club startende Bailes 1967 bei den Meisterschaften der Amateur Athletic Union (AAU) den fünften Platz im 200-Meter-Lauf. Im folgenden Jahr wurde sie AAU-Meisterin im 100-Meter-Lauf und stellte dabei den bestehenden Weltrekord von 11,1 Sekunden ein. Über 200 Meter wurde sie Zweite hinter Wyomia Tyus. Bei den US-amerikanischen Ausscheidungswettkämpfen qualifizierte sich Bailes als Siegerin im 200-Meter-Lauf und als Zweite über 100 Meter für die Teilnahme an den Olympischen Spielen 1968 in Mexiko-Stadt.
Dort gewann sie zusammen mit Barbara Ferrell, Mildrette Netter und Wyomia Tyus in der 4-mal-100-Meter-Staffel die Goldmedaille vor Kuba und der Sowjetunion. Die US-amerikanische Mannschaft stellte dabei in der Vorrunde mit 43,4 Sekunden (elektronische Zeitnahme: 43,50 Sekunden) einen Weltrekord auf und steigerte ihn im Finale auf 42,8 Sekunden (elektronische Zeitnahme: 42,88 Sekunden). Außerdem belegte Bailes im 100-Meter-Lauf den fünften Rang und im 200-Meter-Lauf den siebten. Am Saisonende beendete sie im Alter von nur 17 Jahren ihre ebenso kurze wie erfolgreiche sportliche Karriere.